# Diospyros candolleana
Diospyros candolleana là một loài thực vật có hoa trong họ Thị. Loài này được Wight mô tả khoa học đầu tiên năm 1848.

## Hình ảnh

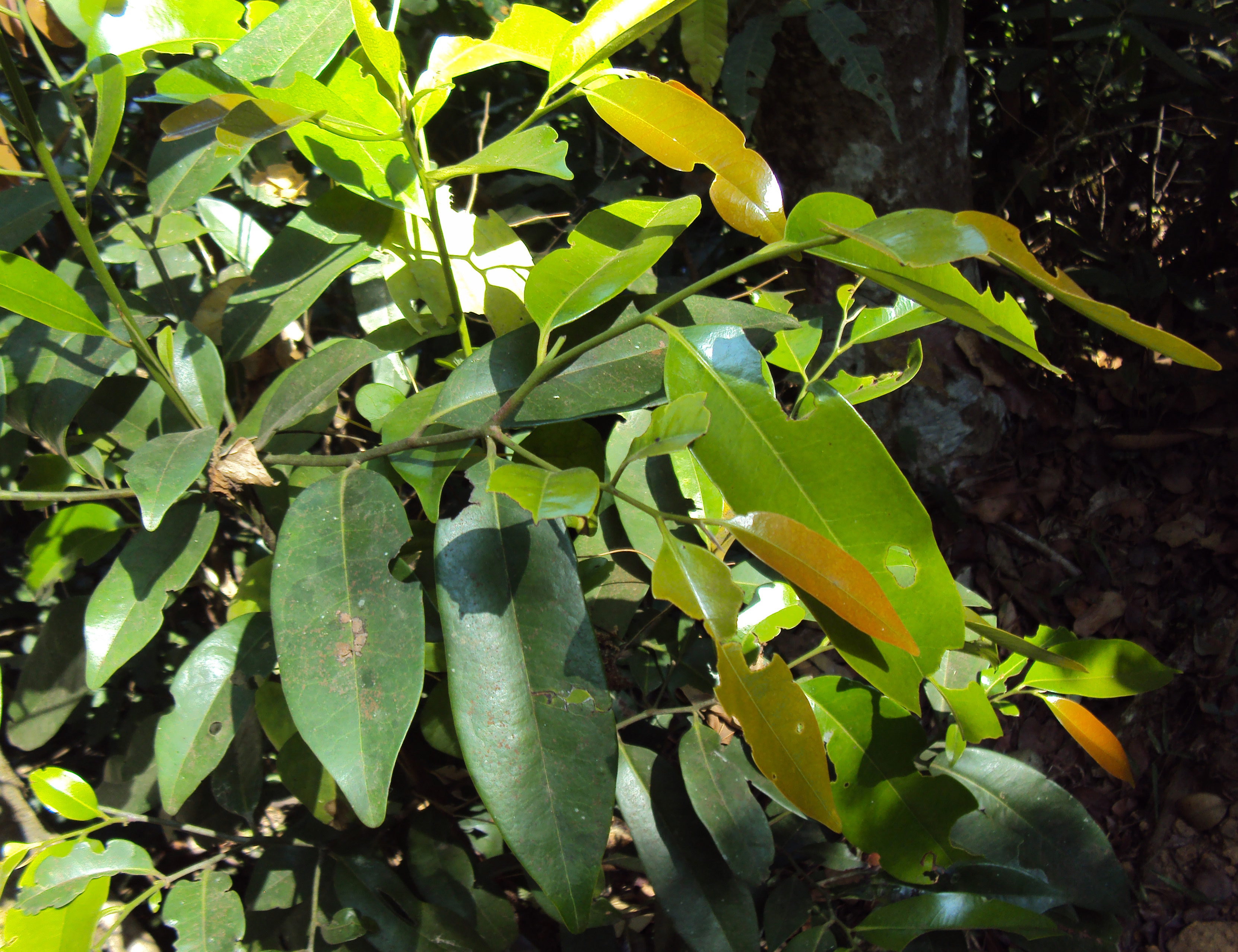
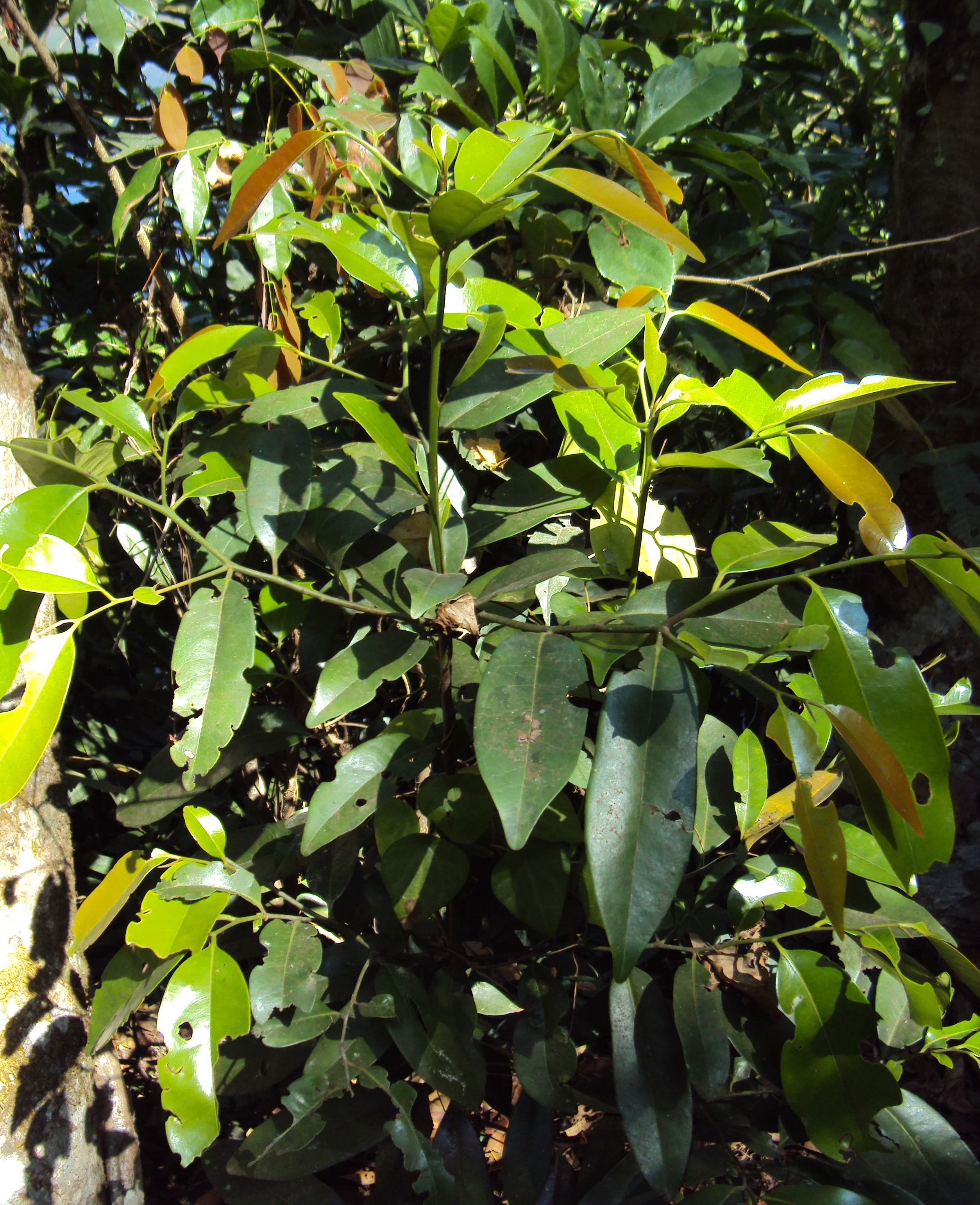
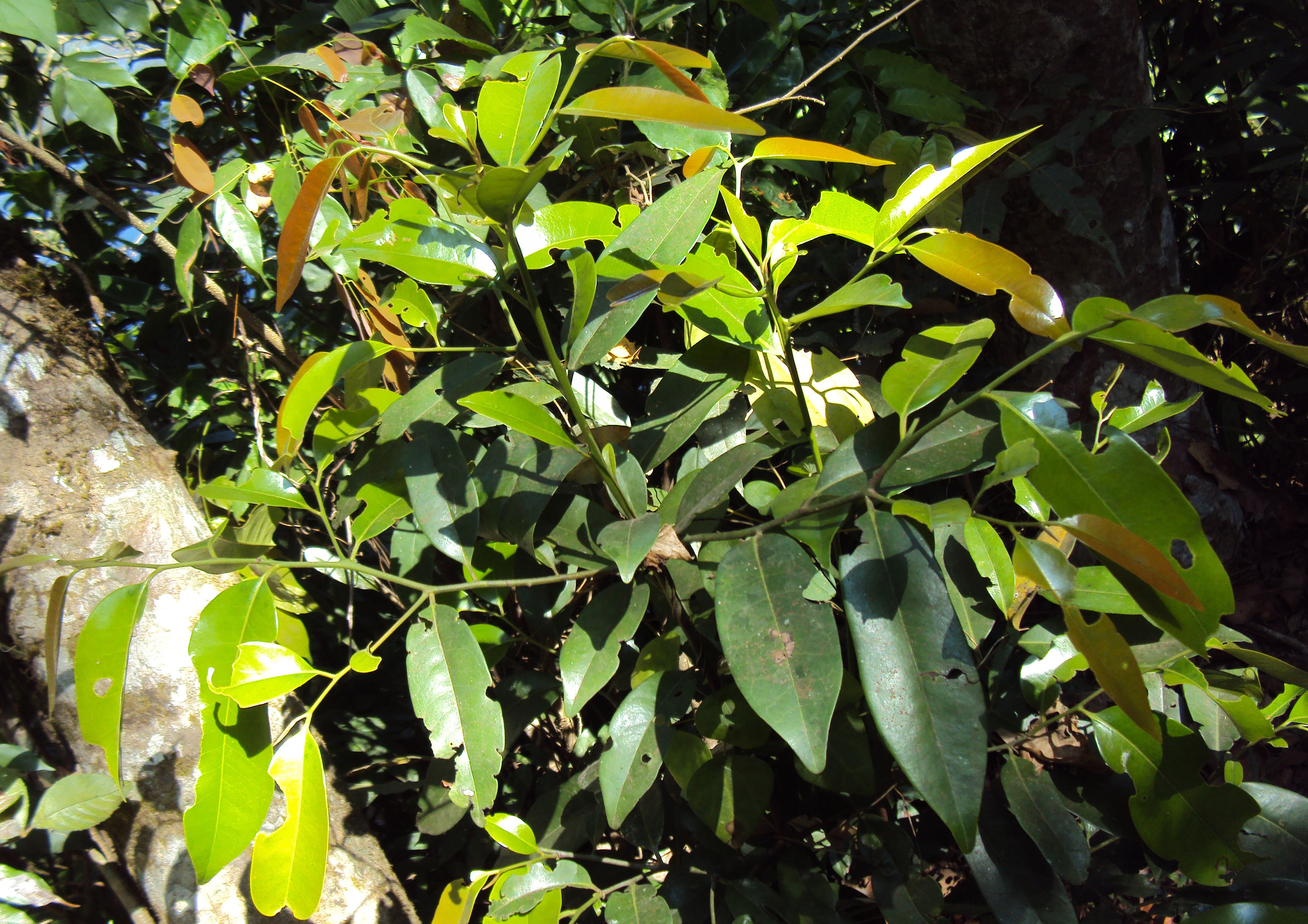
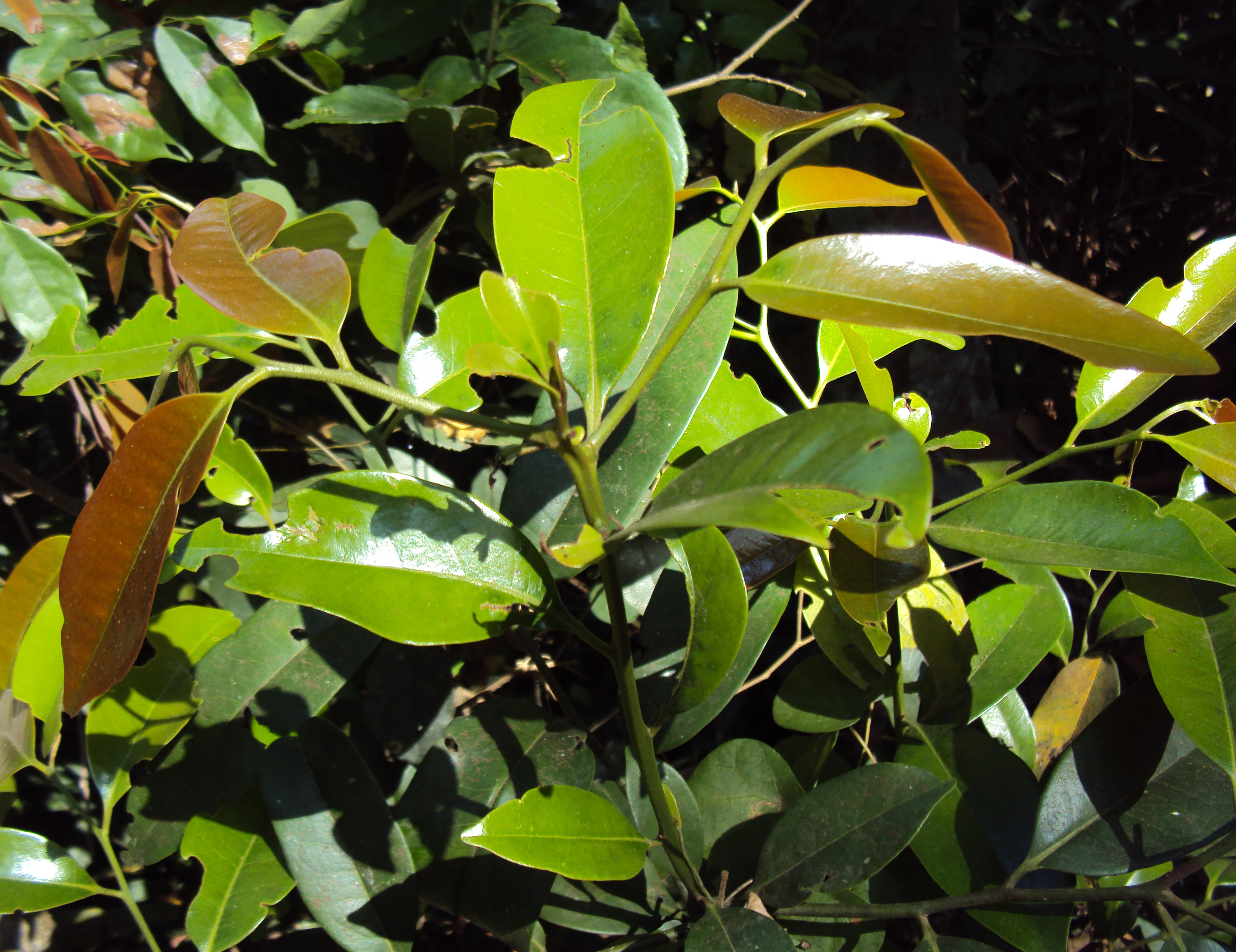